# 努庫諾努環礁

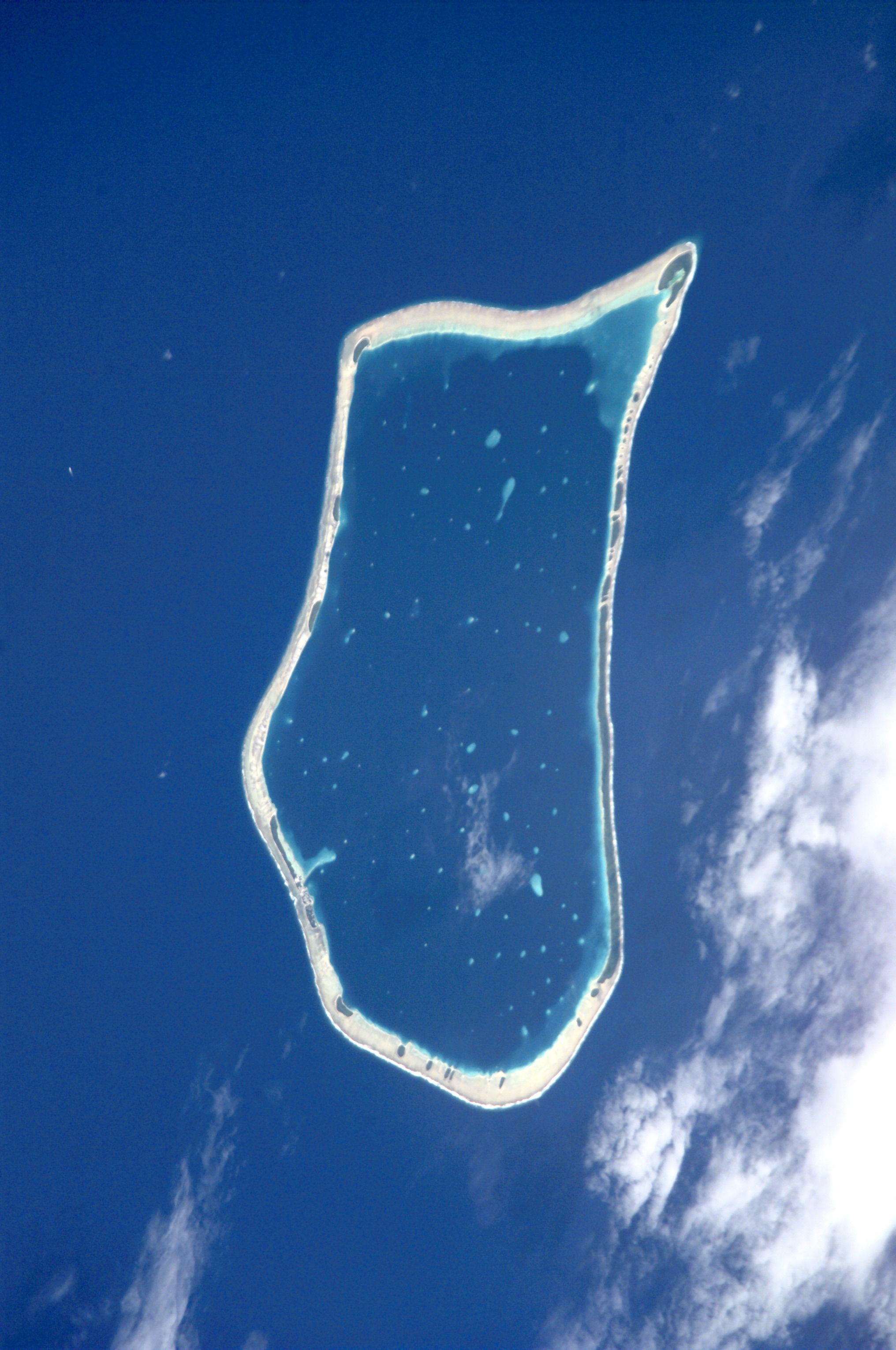

努庫諾努環礁（英語：Nukunonu）是南太平洋的環礁，由新西兰属地托克劳管辖，由24個島嶼組成，土地面積5.5平方公里，潟湖面積90平方公里，2006年人口426。
9°10′06″S 171°48′35″W / 9.16833°S 171.80972°W